# Barbara Armbrust
Barbara Armbrust, född den 13 augusti 1963 i St. Catharines i Kanada, är en kanadensisk roddare.
Hon tog OS-silver i fyra med styrman i samband med de olympiska roddtävlingarna 1984 i Los Angeles.